# Affaire Daniel Harris
L'affaire Daniel Harris concerne les événements entourant la mort de Daniel Harris, un conducteur américain sourd abattu d'une balle au torse[réf. nécessaire] par le policier Jermaine Saunders le 18 août 2016 au quartier Seven Oaks dans Charlotte, en Caroline du Nord (États-Unis) à la suite d'excès de vitesse. L'événement a mené à la suspension des fonctions du policier le temps de l'enquête.

## Chronologie
Les faits se sont déroulés à 18h15 du jeudi 18 août 2016. Daniel Harris, au volant de sa Volvo, est interpellé par le policier Jermaine Saunders pour excès de vitesse sur l'autoroute Interstate 485. L'agent a cherché à faire s'arrêter Daniel Harris qui a stoppé sur la route Interstate 485 mais l'homme de 29 ans a refusé d'arrêter sa route et il poursuivit sa route jusqu'à son domicile. Il s'arrête enfin devant son domicile[réf. nécessaire], sort non armé de sa voiture et se dirige vers le policier. Une brève interaction a alors lieu entre le conducteur et le policier, suivie d'un coup de feu. 
Le sergent Michael Baker, le porte-parole de la police de la route de l'État, annonce dans un communiqué que Daniel a succombé à ses blessures sur place.

## Enquête

### Loi américaine
La loi américaine autorise le policier à tirer pour se protéger lorsque la personne appréhendée se trouve trop près de celui-ci. De ce fait, le conducteur aurait été trop près du policier, entraînant le tire. D'après ses proches, il se peut que le conducteur a essayé de communiquer en langue des signes avec le policier. En effet, Daniel Harris ne communiquait qu'à travers la langue des signes américaine.  
Jermaine Saunders a affirmé avoir tiré sur Daniel Harris lors de cette interaction car il ne suivait pas ses ordres et continuait d'avancer. 

### Daniel Harris

#### Famille
Daniel Kevin Harris est marié et père d'un petit garçon de 4 ans. Âgé de 29 ans, il était originaire du Massachusetts et passait quelques semaines en famille à Charlotte. Pour sa famille, il ne fait pas de doute qu'il a été tué parce qu'il était sourd. 
Il a un frère sam et une sœur.

## Hommage
La communauté sourde lui a rendu hommage, notamment grâce aux réseaux sociaux[réf. nécessaire].
Black Lives Matter a apporté son soutien à la famille de Daniel Harris. 